# Zimbabwaanse Afrikaanse Nationale Unie – Patriottisch Front
De Zimbabwaanse Afrikaanse Nationale Unie – Patriottisch Front (ZANU-PF) (Engels: Zimbabwe African National Union – Patriotic Front) is een Zimbabwaanse politieke partij, die al sinds de onafhankelijkheid van Zimbabwe in 1980 onafgebroken aan de macht is. De partij werd vanaf haar oprichting tot 2017 geleid door Robert Mugabe; sindsdien is Emmerson Mnangagwa partijleider.

## Geschiedenis
De ZANU-PF (aanvankelijk kortweg ZANU) ontstond in 1975 als een afsplitsing van de Zimbabwe Afrikaanse Nationale Unie (ZANU), die op haar beurt in 1963 was afgesplitst van de Zimbabwe Afrikaanse Volksunie (ZAPU). Robert Mugabe werd leider van de nieuw ontstane beweging en richtte in 1976, samen met de ZAPU van Joshua Nkomo, een alliantie op: het Patriottisch Front (PF). Ondanks de verschillen (de door de Sovjet-Unie gesteunde ZAPU was marxistisch-leninistisch, de door China gesteunde ZANU meer beïnvloed door het maoïsme) streden zij gezamenlijk tegen de blanke minderheidsregering van Ian Smith. Hun guerrillabewegingen waren respectievelijk het ZANLA (Zimbabwaans Afrikaans Nationaal Bevrijdingsleger) en het ZIPRA (Zimbabwaans Revolutionair Volksleger).
In de aanloop naar de onafhankelijkheid werden in 1980 verkiezingen gehouden, waarbij ZANU (als ZANU-PF) en ZAPU (als PF-ZAPU) apart van elkaar aantraden. De ZANU-PF veroverde een absolute meerderheid en vervolgens de macht: Canaan Banana werd president en Mugabe premier. In 1985 werd Mugabe met overmacht herkozen.

### Mugabe als president
Eind 1987 werd de Zimbabwaanse grondwet gewijzigd, waarbij het premierschap werd afgeschaft en de politieke macht voortaan in handen kwam te liggen van de president, die tot dan toe vooral een ceremoniële taak vervulde. Banana trad hierop af ten gunste van Mugabe. In dezelfde periode werd een akkoord gesloten waarbij de ZAPU opging in de ZANU-PF, na jarenlange conflicten tussen deze partijen.
Tot 2008 bleef de ZANU-PF in Zimbabwe de dominante partij, die vrijwel alle verkiezingen met grote meerderheden won. Volgens de oppositie en internationale waarnemers verliepen deze verkiezingen echter niet eerlijk en Mugabe werd bekritiseerd om zijn autocratische regeerstijl. Met de opkomst van de Beweging voor Democratische Verandering (MDC) van Morgan Tsvangirai kreeg de ZANU-PF in 2000 voor het eerst serieuze concurrentie: bij de parlementsverkiezingen van dat jaar wist de partij haar meerderheid nog maar ternauwernood te behouden.
Een unicum volgde in 2008: Mugabe verloor toen de eerste ronde van de presidentsverkiezingen van Tsvangirai, waarmee voor het eerst een tweede ronde noodzakelijk werd. Bij de verkiezingen voor de Nationale Vergadering werd de ZANU-PF tegelijkertijd voorbijgestreefd door de MDC-T, de partij van Tsvangirai. De uitslagen leidden tot grote onrust in Zimbabwe, waarbij aanhangers van de oppositie slachtoffer werden van grof geweld. Voor de veiligheid van zijn kiezers trok Tsvangirai zich hierop terug als presidentskandidaat, waarna Mugabe de verkiezingen alsnog met grote overmacht won. In zijn regering werd hij wel gedwongen samen te werken met de MDC-T, maar die machtsverdeling verliep uiterst moeizaam.

### Opvolging van Mugabe
In 2013 boekte de ZANU-PF zoals vanouds weer een grote overwinning. Het vraagstuk wie de inmiddels hoogbejaarde Mugabe als partijleider moest opvolgen, werd echter steeds prominenter. Alles wees erop dat hij zijn echtgenote Grace Mugabe naar voren wilde schuiven, ten koste van de populaire vicepresident Emmerson Mnangagwa. Toen Mnangagwa in november 2017 door Mugabe ontslagen werd, reageerde het leger met een staatsgreep. Op 19 november werd Mugabe afgezet als leider van de ZANU-PF, maar in een toespraak op die dag liet hij niet blijken of hij dacht aan aftreden als president. Op 21 november 2017 legde hij het presidentschap alsnog neer, naar eigen zeggen vrijwillig. Het parlement was echter dezelfde dag al gestart met een afzettingsprocedure. Mugabe zou in september 2019 overlijden.
Emmerson Mnangagwa werd benoemd tot de nieuwe partijleider van ZANU-PF en tot president van Zimbabwe. Onder zijn leiding heeft de partij bij de verkiezingen van 2018 en 2023 haar absolute meerderheid weten te behouden.

## Verkiezingsuitslagen

### Presidentsverkiezingen
De ZANU-PF behaalde de volgende resultaten bij de Zimbabwaanse presidentsverkiezingen:
| Jaar | Partijkandidaat    | Percentage 1e ronde | Percentage 2e ronde | Resultaat |
| ---- | ------------------ | ------------------- | ------------------- | --------- |
| 1990 | Robert Mugabe      | 83,05%              | –                   | Verkozen  |
| 1996 | Robert Mugabe      | 92,76%              | –                   | Verkozen  |
| 2002 | Robert Mugabe      | 56,20%              | –                   | Verkozen  |
| 2008 | Robert Mugabe      | 43,24%              | 90,22%              | Verkozen  |
| 2013 | Robert Mugabe      | 61,88%              | –                   | Verkozen  |
| 2018 | Emmerson Mnangagwa | 51,44%              | –                   | Verkozen  |
| 2023 | Emmerson Mnangagwa | 52.60%              | –                   | Verkozen  |

### Parlementsverkiezingen
De ZANU-PF behaalde de volgende resultaten bij de verkiezingen voor de Nationale Vergadering:
| Jaar | Partijleider       | Percentage | Zetels    | Resultaat                    |
| ---- | ------------------ | ---------- | --------- | ---------------------------- |
| 1980 | Robert Mugabe      | 62,99%     | 57 / 100  | meerderheidsregering         |
| 1985 | Robert Mugabe      | 77,19%     | 64 / 100  | meerderheidsregering         |
| 1990 | Robert Mugabe      | 80,55%     | 117 / 120 | meerderheidsregering         |
| 1995 | Robert Mugabe      | 81,38%     | 118 / 120 | meerderheidsregering         |
| 2000 | Robert Mugabe      | 48,47%     | 62 / 120  | meerderheidsregering         |
| 2005 | Robert Mugabe      | 59,59%     | 78 / 120  | meerderheidsregering         |
| 2008 | Robert Mugabe      | 45,84%     | 99 / 210  | coalitieregering (met MDC-T) |
| 2013 | Robert Mugabe      | 63,16%     | 196 / 270 | meerderheidsregering         |
| 2018 | Emmerson Mnangagwa | 52,35%     | 179 / 270 | meerderheidsregering         |
| 2023 | Emmerson Mnangagwa | 56,18%     | 177 / 280 | meerderheidsregering         |